# Buja
Buja – miejscowość i gmina we Włoszech, w regionie Friuli-Wenecja Julijska, w prowincji Udine.
Według danych na rok 2004 gminę zamieszkuje 6670 osób, 247 os./km².

## Współpraca
- Aprilia, Włochy
- Vilsbiburg, Niemcy
- Domont, Francja